# 1842年香港
|        | 香港歷史 \| 香港歷史年表                                                                                                   |
| 世紀： | 18世紀香港 \| 19世紀香港 \| 20世紀香港                                                                                     |
| 年代： | 1810年代香港 \| 1820年代香港 \| 1830年代香港 \| 1840年代香港 \| 1850年代香港 \| 1860年代香港 \| 1870年代香港               |
| 年份： | 1838年香港 \| 1839年香港 \| 1840年香港 \| 1841年香港 \| 1842年香港 \| 1843年香港 \| 1844年香港 \| 1845年香港 \| 1846年香港 |
| 紀年： | 壬寅年（虎年）、香港開埠1周年                                                                                              |

## 大事記
- 2月，英國駐華商務總監署（相當於現時英國駐華大使館）由澳門遷到香港。[1]
- 8月29日，大清與英國簽訂《南京條約》，割讓香港島予英國。[1]
- 11月，馬禮遜學堂由澳門遷到香港。[2][3]
- 宏藝書塾建成。